# 환상수호전 V
《환상수호전 V》(일본어: 幻想水滸伝V)는 코나미와 허드슨 소프트가 제작한 2006년 롤플레잉 비디오 게임이다. 《환상수호전》의 다섯 번째 본편으로 플레이스테이션 2 플랫폼으로 개발됐다. 영어판 제목은 《수호전 V》(영어: Suikoden V)이다.
《환상수호전 V》은 《환상수호전 I》로부터 5년 전의 시간대가 무대로, 팔레나 왕국이 왕족 내 분열과 귀족의 부패로 내전이 점화하려는 가운데 주인공인 팔레나 왕국의 왕자가 이를 해결하기 위해 모험을 떠나는 이야기를 다뤘다. 전작들과 마찬가지로 108명의 수호성을 영입하는 것이 목표로, 약 60명이 전투에 참가할 수 있으며 그 외 왕자의 활동에 관여할 수 있다.

## 반응
《환상수호전 V》는 리뷰 애그리게이터 웹사이트 메타크리틱에서 76/100점을 기록해 "대체적으로 긍정적인 평가"를 받았다. 일본 잡지 〈패미통〉은 40점 만점에 32점을 매겼다.

### 흥행
2006년 말까지 일본 내 《환상수호전 V》 판매량은 194,780장이었다. 이는 전작 《환상수호전 IV》의 동기간 판매량 303,069장에 미치지 못하는 기록이었다.